# Plan Wahlen

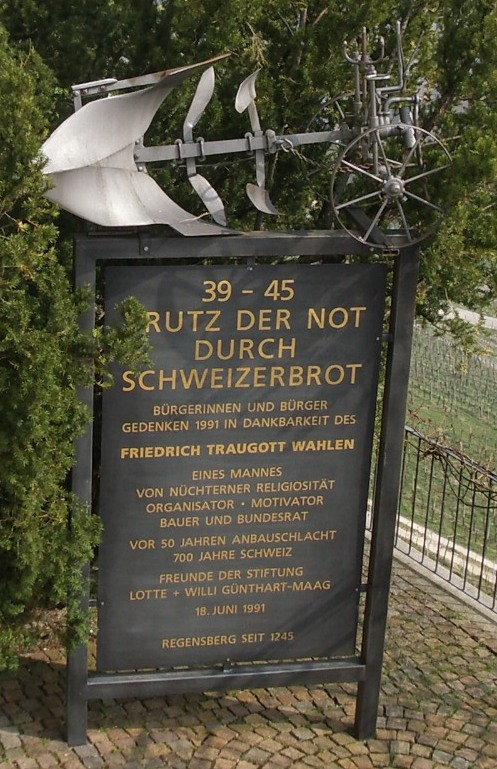
Monument à Regensberg en l'honneur du Plan Wahlen.

Le Plan Wahlen est un programme d'autosuffisance alimentaire mis en place en 1940 par la Suisse pour pallier la pénurie de ressources et de matières premières vitales  . Il est parfois mentionné sous le nom de « bataille des champs ». 

## Contexte
Avant la Seconde Guerre mondiale, la moitié des denrées alimentaires étaient importées. En raison des risques d'embargo et de la situation géographique de la Suisse, Friedrich Traugott Wahlen, un agronome et homme politique, mit au point à partir de 1935 un plan visant à rendre l'agriculture suisse indépendante. Il s'inspira entre autres du plan de l'Italie fasciste, la « bataille du blé » (dès 1925) qui consistait à assécher les marais pour en faire des terres agricoles et à privilégier la culture de blé. 

## La bataille des champs
Le 15 novembre 1940, son plan se concrétise alors qu'il est chef de la production agricole et de l'économie domestique à l'Office fédéral de guerre pour l'alimentation : réduction de l'élevage, augmentation de la production agricole avec l'utilisation de terrains vacants visant à éviter la pénurie, meilleure gestion des réserves et des ressources humaines. Les surfaces agricoles doivent idéalement passer de 180 000 à 500 000 hectares. Les terrains sont exclusivement réservés à des cultures qui peuvent être utilisées comme aliments. Les parcs publics, les terrains en jachère, les terrains de sport sont convertis en zone cultivable. Les entreprises de plus de 20 salariés devaient cultiver deux ares par employé.

## Résultats
Entre 1940 et 1945, les zones cultivables passent de 183 000 à 352 000 hectares. Grâce à cette unification de l'agriculture [réf. nécessaire], la Suisse fut le seul pays d'Europe à ne pas souffrir d'un rationnement des fruits et des légumes, même si la ration quotidienne passa de 3200 à 2200 calories par personne. La production de pommes de terre doubla entre 1940, à 91 000 wagons de 10 tonnes, et 1944, à 182 000 wagons. En 1943, plus de 150 000 hectares de prairies naturelles avaient été labourées. En 1943, 4 500 entreprises participaient au plan et 8 000 hectares de terrain industriel furent cultivés. Un demi-million de particuliers et les salariés de 12 000 entreprises cultivèrent 20 000 hectares supplémentaires.

## Impact

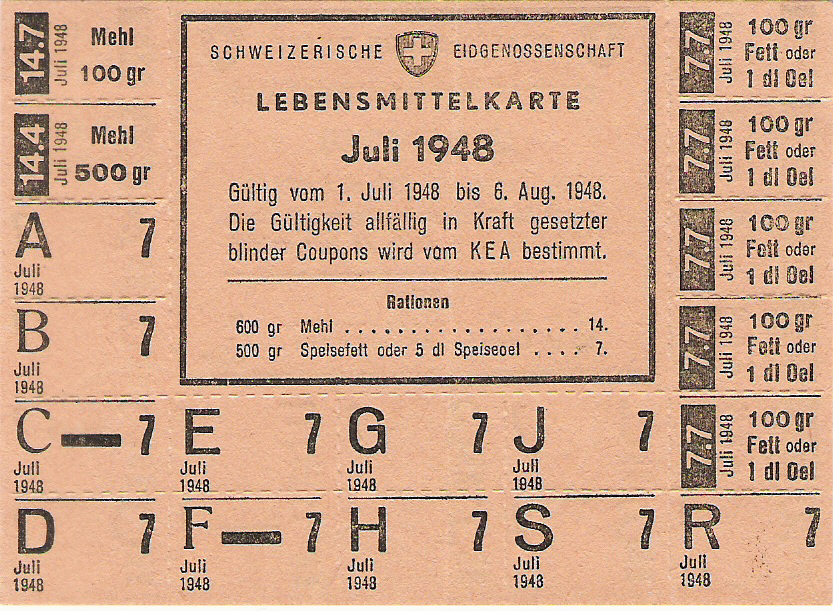
Coupon de rationnement du 9 octobre 1940 au 24 juin 1948.

Le plan ne fut pas entièrement un succès car il reposait sur des hypothèses qui ne se concrétisèrent pas. Les importations continuaient et le chômage était inexistant (pas de ressources humaines « gaspillées »). Le plan fut revu à la baisse en 1942 avec environ 150 000 hectares en moins. L'autosuffisance du pays ne dépassa pas les 59 % . D'autres sources indiquent un taux d'autosuffisance alimentaire avant la guerre de 52 % et après la guerre de 73 %.
L'intérêt porté pour le plan Wahlen ne fut pas le même dans les sphères politiques, militaires et industrielles : chaque secteur revendiquait sa propre importance dans la défense nationale avec des besoins en main d'œuvre parfois incompatibles. Des critiques s'élevèrent au sein du milieu agricole qui voyait ses terres s'épuiser et parmi les éleveurs qui ne pouvaient plus poursuivre leurs activités.